# Armand Huyghé de Mahenge
Le chevalier Armand Christophe Huyghé, né le 10 juillet 1871 à Louvain (Belgique) et mort le 2 mars 1944 au camp de concentration de Buchenwald, est un officier supérieur belge. Général-major dans l'armée belge et commandant en chef de la Force publique du Congo, il remporte la victoire de Mahenge le 9 octobre 1917 pendant la campagne de 1917 en Afrique de l'Est qui l'oppose aux Allemands.

## Biographie
Christophe Armand Huyghé, né le 10 juillet 1871 à Louvain, est le fils de Charles Huygé et de Marie Florence Gayer. 
Il entre très tôt à dans l'armée belge. Il devient brigadier au 1er régiment d'artillerie. Il suit les cours de l'École royale militaire en 1889 et en sort en 1891, sous-lieutenant au 8e régiment de ligne.
Entre 1893 et 1894, il est affecté à la Force publique et est désigné pour participer à l'expédition du capitaine Léon Hanolet dans le bassin du Chari. Il est ensuite désigné comme chef de poste et des transports à Zongo, puis à Isangila. 
Lors de la Première Guerre mondiale, il participe à de nombreux combats en Belgique, dont ceux de l’Yser où il fait preuve de bravoure. Il est promu major en février 1915 et, en 1916, lieutenant-colonel. 
Il prend part à la première campagne d'Afrique de l'Est contre la troupe impériale de protection de l'Afrique orientale. Dès le début de l'offensive de la Force publique, le 18 avril 1916,  il commande un régiment de la « brigade nord » chargée de l'attaque sur Tabora en Afrique orientale allemande. En septembre 1916, il remplace, au pied levé, son chef de brigade, Philippe Molitor et passe directement sous les ordres du général Charles Tombeur. Le 19 septembre suivant, Tombeur remporte la victoire à Tabora après neuf jours de lutte acharnée. Le 1er février 1917, Huyghe succède à son chef comme commandant en chef de la Force publique en charge de l'est du Congo belge et du Ruanda-Urundi. À la suite d'un appel à l'aide du commandant en chef des opérations militaires britanniques en Afrique orientale allemande, il signe, en avril 1917 à Tabora, une convention avec le général britannique Hoskins et le vice-gouverneur général du Congo belge Justin Malfeyt. Cette convention a pour but de cadrer précisément non seulement un plan de bataille commun mais aussi les prérogatives futures de la Belgique et de la Grande-Bretagne sur les territoires conquis. Lors de cette seconde campagne d'Afrique de l'Est, il remporte le 9 octobre 1917, après quatre jours d’âpres combats, la victoire de Mahenge et est nommé colonel.

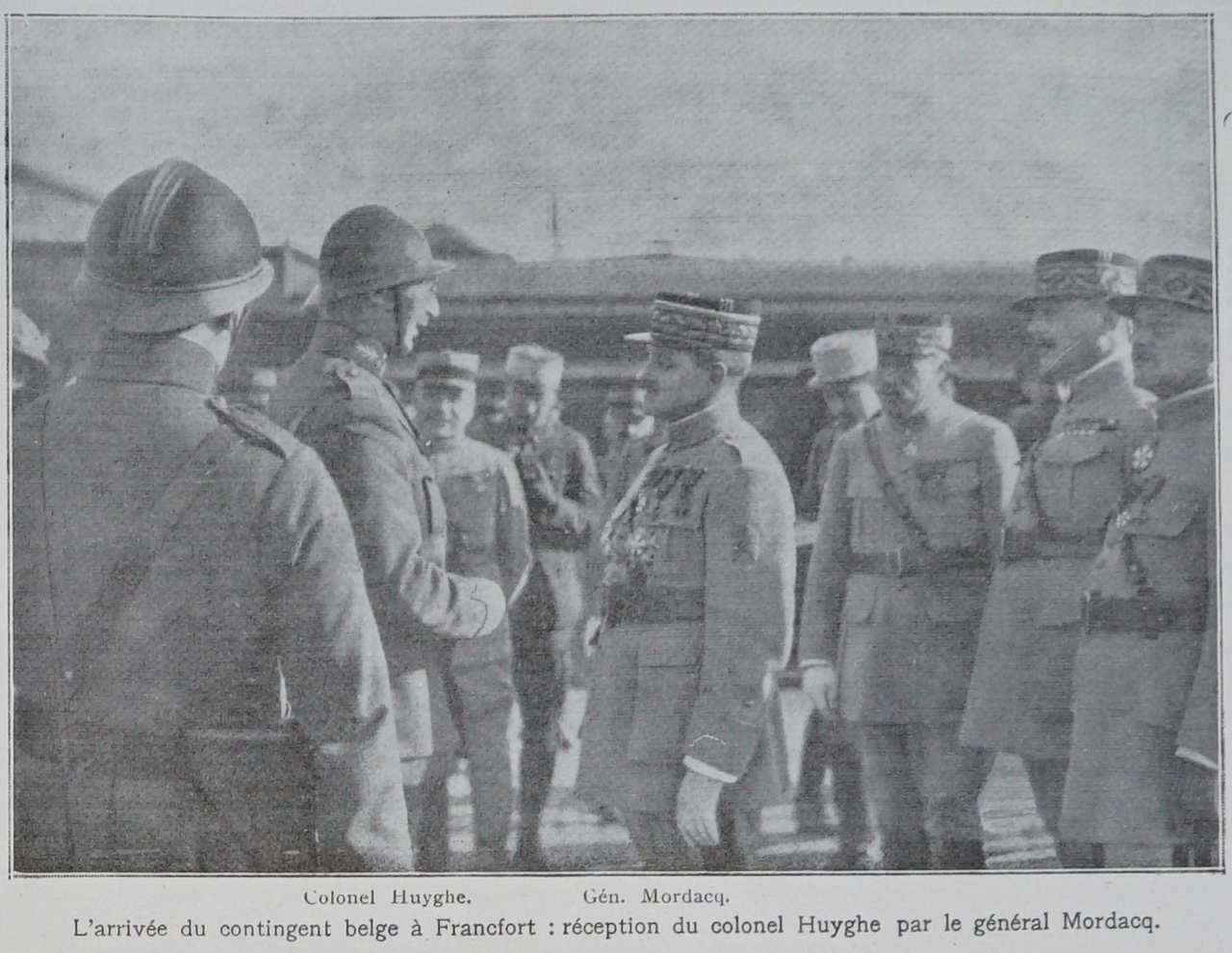
Le colonel Huygé et le général Degoutte.

À son retour d'Afrique, il occupe, en 1919, le poste de commandant des troupes belges d'occupation à Francfort et en 1920 commande le 2e régiment de Ligne. Il a été par la suite nommé général-major à titre honoraire.
Après sa mise à la pension, il est nommé représentant du ministère des Colonies au sein du Conseil d’administration de la Compagnie de chemin de fer du Bas-Congo au Katanga en juillet 1929.
En novembre de la même année, il devient commissaire de la Société des mines d’étain du Ruanda-Urundi (Minetain). En janvier 1930, il est encore désigné administrateur de la Compagnie des grands élevages congolais.
Pendant la Seconde Guerre mondiale, il lutte dans la résistance en Bourgogne, où il s'était retiré. Arrêté en 1943, il est déporté, avec l'ancien Premier ministre Paul-Émile Janson, au camp de concentration de Buchenwald où il mourra en mars 1944.

## Hommages et distinctions
Il est anobli chevalier en 1933 par le roi Albert Ier de Belgique. En septembre 1939, le roi Léopold III de Belgique l’autorise à joindre les mots « de Mahenge » à son nom patronymique, en référence à la célèbre campagne de 1917.
À Kinshasa, la rue Mahenge est un hommage indirect aux soldats congolais de la Force publique ayant participé à la prise de cette ville. À Luluabourg (Kananga) une avenue portait son nom.
Il a reçu les distinctions suivantes :
- Officier de l'ordre de Léopold avec palmes (Belgique) ;
- Grand-croix de l'ordre royal du Lion en 1934 (Congo belge) ;
- Officier de l'ordre de l'Étoile africaine avec palmes (Congo belge) ;
- Officier de la Légion d'honneur en 1920 (France)[3];
- Croix de guerre 1914-1918 (France).

## Sources
- Archives du musée royal de l’Afrique centrale: Huyghé de Mahange, Armand
- Lieutenant général F.P. Emile Janssens, Histoire de la Force publique, Ghesquière & Partners, Bruxelles, 1979 D1979-2917-3 ;
- Ministère de la Défense nationale, Les Campagnes coloniales belges 1914-1918, Tome II : La campagne de Mahenge (1917), Bruxelles, 1932
  - les tomes I et II sont consultables à la bibliothèque du Musée royal de l'armée et de l'histoire militaire.